# Dapsa inornata
Dapsa inornata es una especie de coleóptero de la familia Endomychidae.

## Distribución geográfica
Habita en Siria y Palestina.